# Hammermøllen

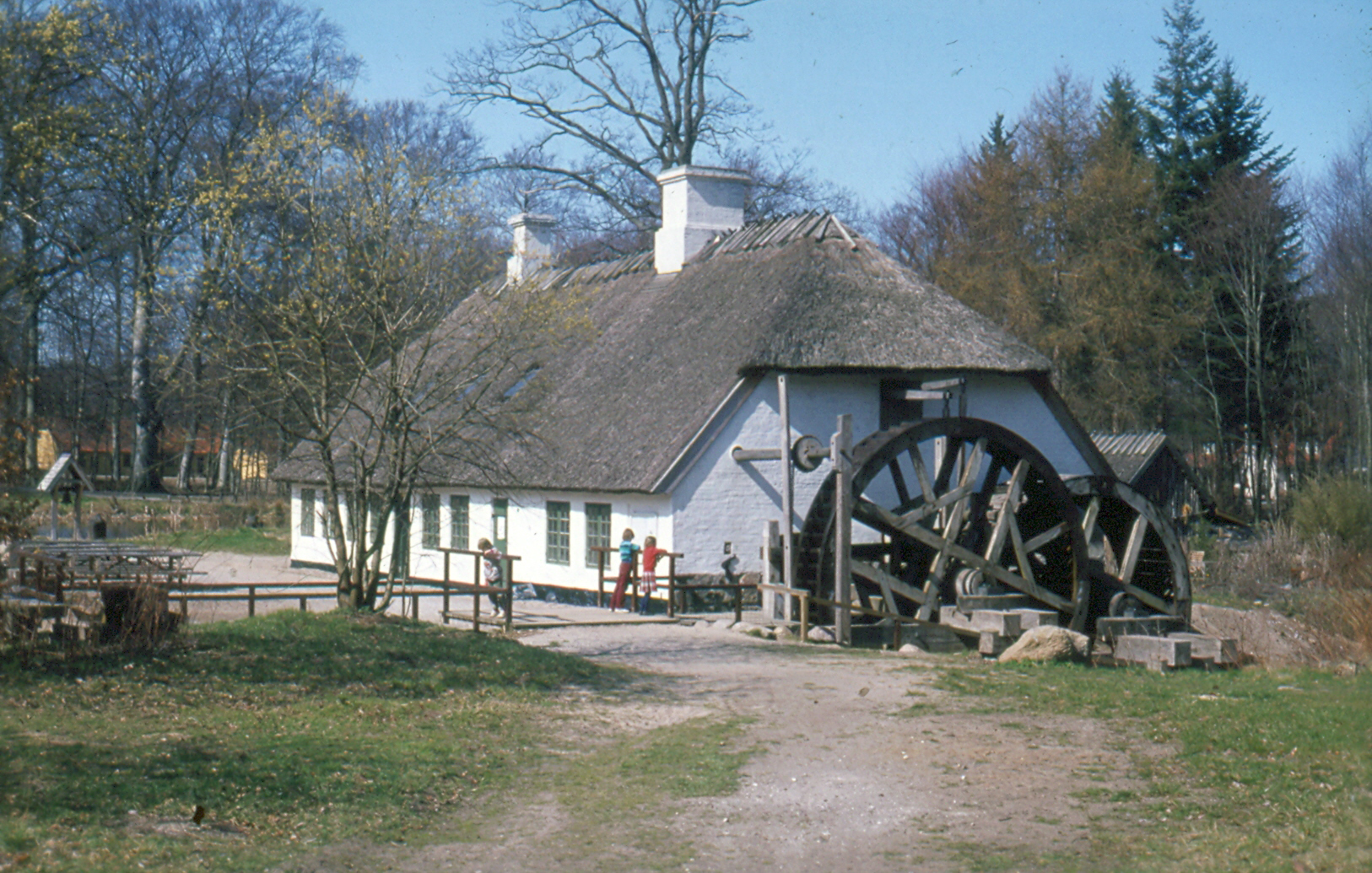
Hammermøllen i Hellebæk.

Hammermøllen är en vattenkvarn i Hellebæk i Helsingørs kommun i Danmark. Den var en av sju vattenkvarnar som tillsammans med verkstäderna i Bøssemagergade utgjorde Kronborg Geværfabrik. Den första vattenkvarnen i Hellebæk uppfördes som en kornkvarn 1576. Vapenproduktionen kom igång 1601 i den nyuppförda och centralt placerade hammarkvarnen i Hellebæk. Den nuvarande kvarnen är från 1765. Kvarnen utnyttjades främst för smide av eldrör och fram till 1870 då gevärsfabriken lades ner. Efter mer än 20 års restaureringsarbete kunde Hammermøllen återinvigas 1982. Hammermøllen sköts och vårdas av Hellebæk-Aalsgaard lokalhistoriska förening.

## Vattenmöllans historia
När Frederick 2 lät bygga Kronborg behövdes kraftproduktion. Därmed inleddes ett bygge av flera vattenkvarnar och ett omfattande kanal- och uppdämningsarbete i skogarna kring Hellebæk. År 1576 invigdes den första kvarnen, en kornkvarn byggd nära stranden som fick namnet Kongens Mølle.
När Christian 4 ville utnyttja vattenkraften för vapenproduktion lät han 1598 uppföra den första hammarkvarnen i Hellebæk. År 1600 tillkom ett kanongjuteri i Helsingør. Kanonerna borrades och provsköts i Hammermøllen. Vid kvarnen tillverkades även byggnadsbeslag och en del andra vapen. Mästersmeden Casper Fincke arbetade här från 1622 till 1630. Under kriget mot Sverige 1658-1660 gick många kvarnar och verkstäder förlorade. Produktionen var under denna tid varken tillförlitlig eller regelbunden.

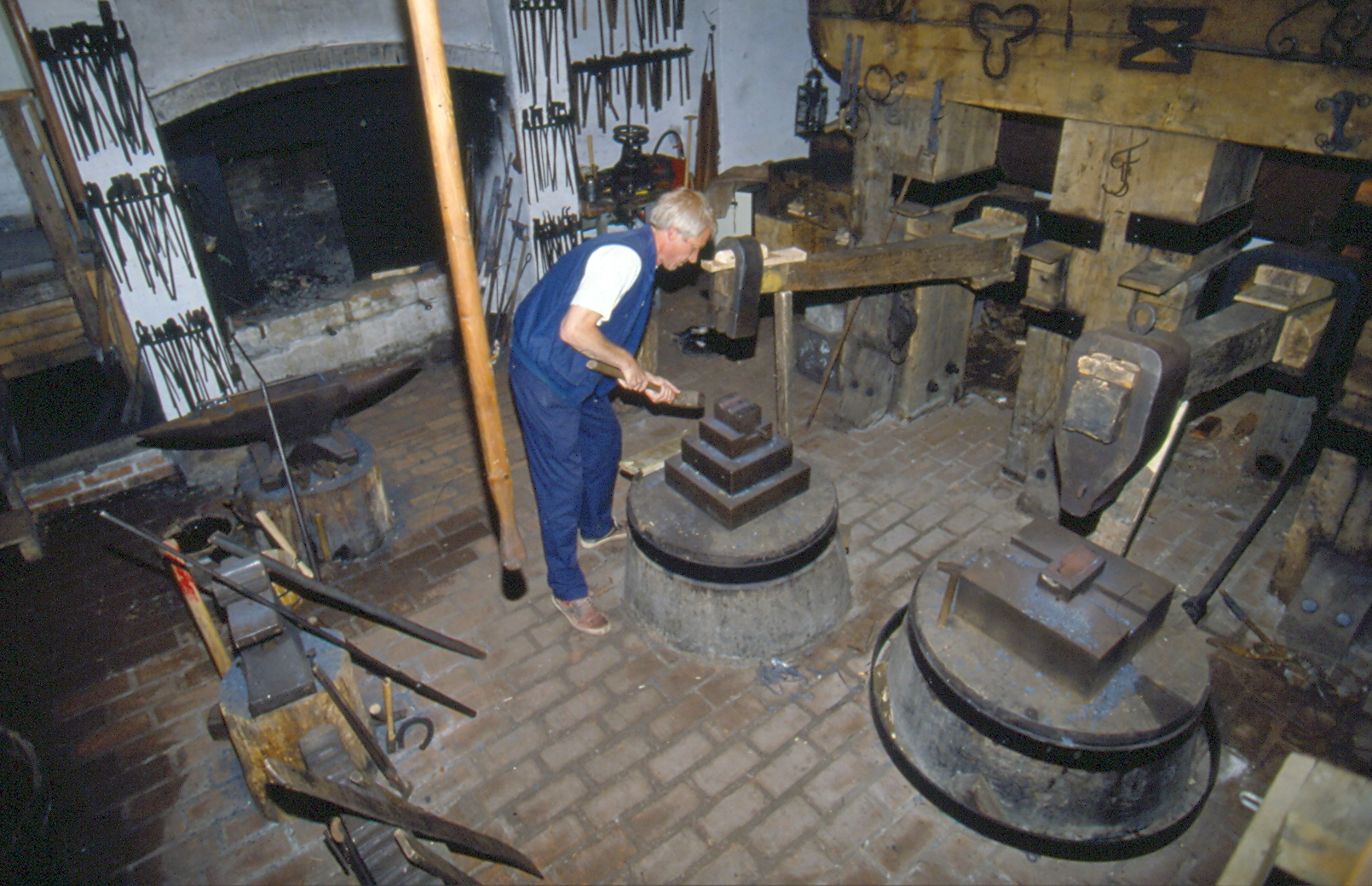
Arbete i smedjan. Hammermøllen (2010).

År 1743 köpte regementskvartermästare Stephen Hansen Kronborg Geværfabrik. År 1765, samma år som den nuvarande Hammermøllen uppfördes, sålde Stephen Hansen verksamheten till staten för 120 000 danska riksdaler (rigsdaler). Staten försökte en tid, dock utan större framgång, driva verksamheten med vinst. Efter flera intriger vid hovet såldes Kronborg Geværfabrik och Hellebæk Gods 1768 till skattmästaren baron Heinrich Schimmelmann. Godset var i familjens ägo fram till 1946 då det beslagtogs med stöd av den danska lagen Lov om Tysk og Japansk ejendom.
På 1770-talet anlitades belgiska vapensmeder och åt dem uppfördes Mesterboligerne och Skæftergården längs Bøssemagergade. I husen fanns både verkstäder och bostäder för mästarna och deras gesäller. Produktionen ökade och under många år levererades runt 6 000 kanoner årligen till armén. I slutet av 1700-talet var antalet anställda vid Kronborg Geværfabrik 150-200 man.